# Kovalam
Kovalam (malajálam:കോവളം) település India déli részén, Kerala államban, Thiruvananthapuramtól kb. 15 km-re délre, a Malabár-part déli részén. 
A 20. század elején csendes kis halászfalu volt, majd gyönyörű partjai miatt a hátizsákos utazók és a hippik kedvenc strandja lett. Ma a szerény szálláshelyektől kezdve a luxus szállodákig terjedő skálán India egyik legkellemesebb tengerparti üdülőhelyévé vált. Az üdülőhely, vagyis a sietve felhúzott szállodák konglomerátuma mélyen benyúlik a négy, sajátos arculatú, különálló öblöcske irányából a rizsföldekre és a pálmaligetekbe. A külföldi turisták többsége, a nyaralni vágyó észak- és nyugat-európaiak a Lighthouse Beach-en tömörülnek. További strandok az Asóka, a Szamudra és az Eve's (Hawa) Beach.

## Galéria

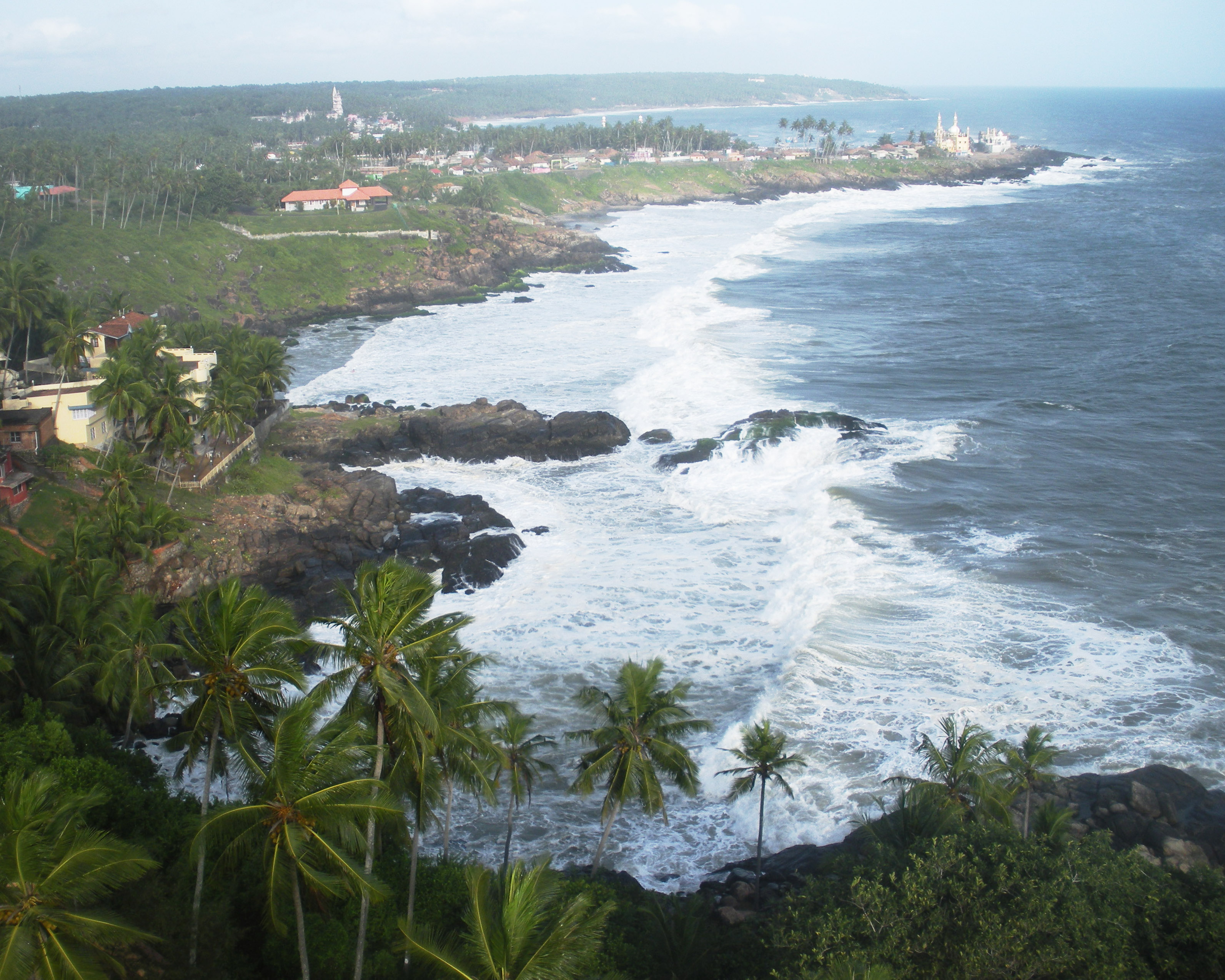
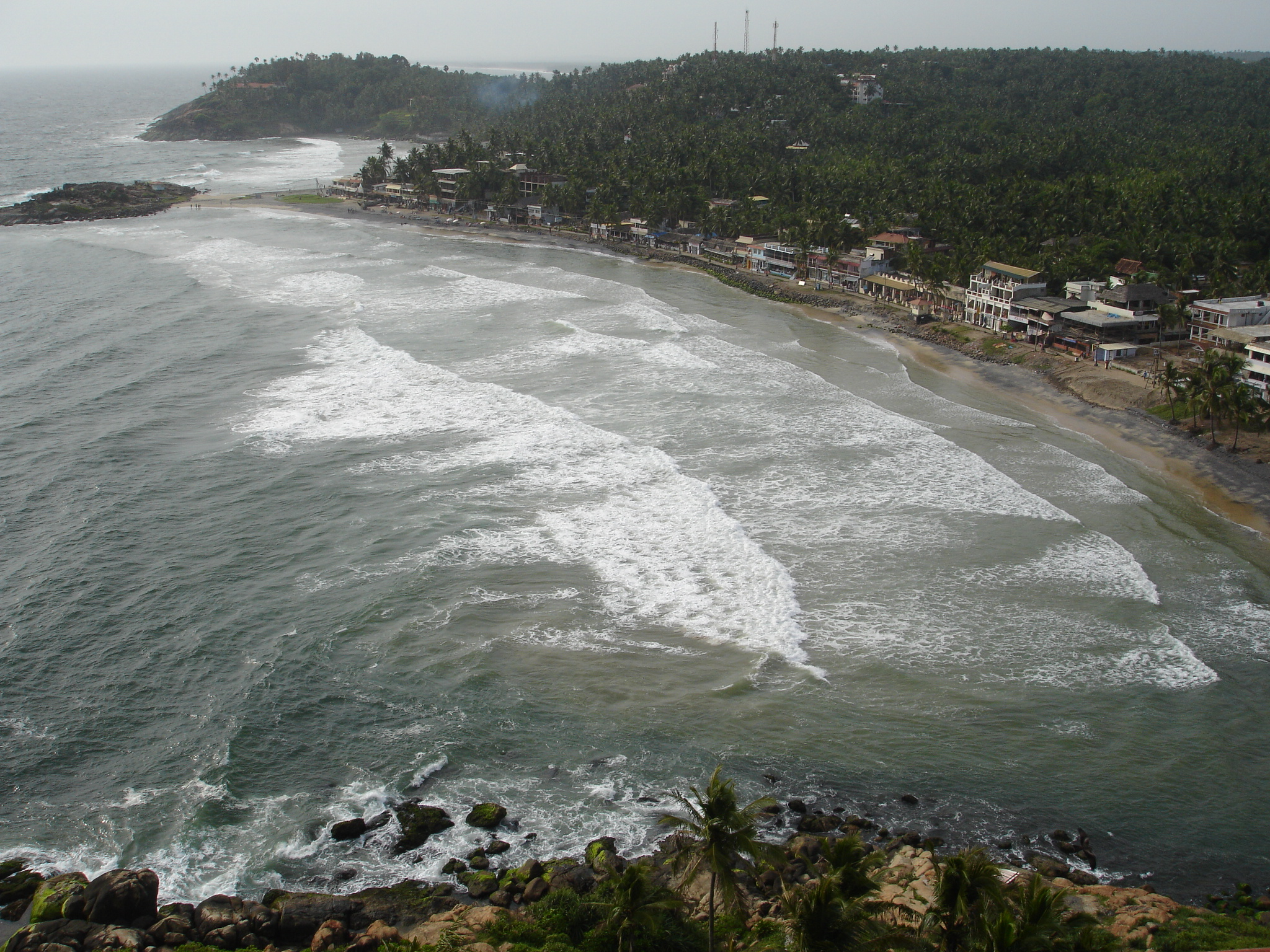
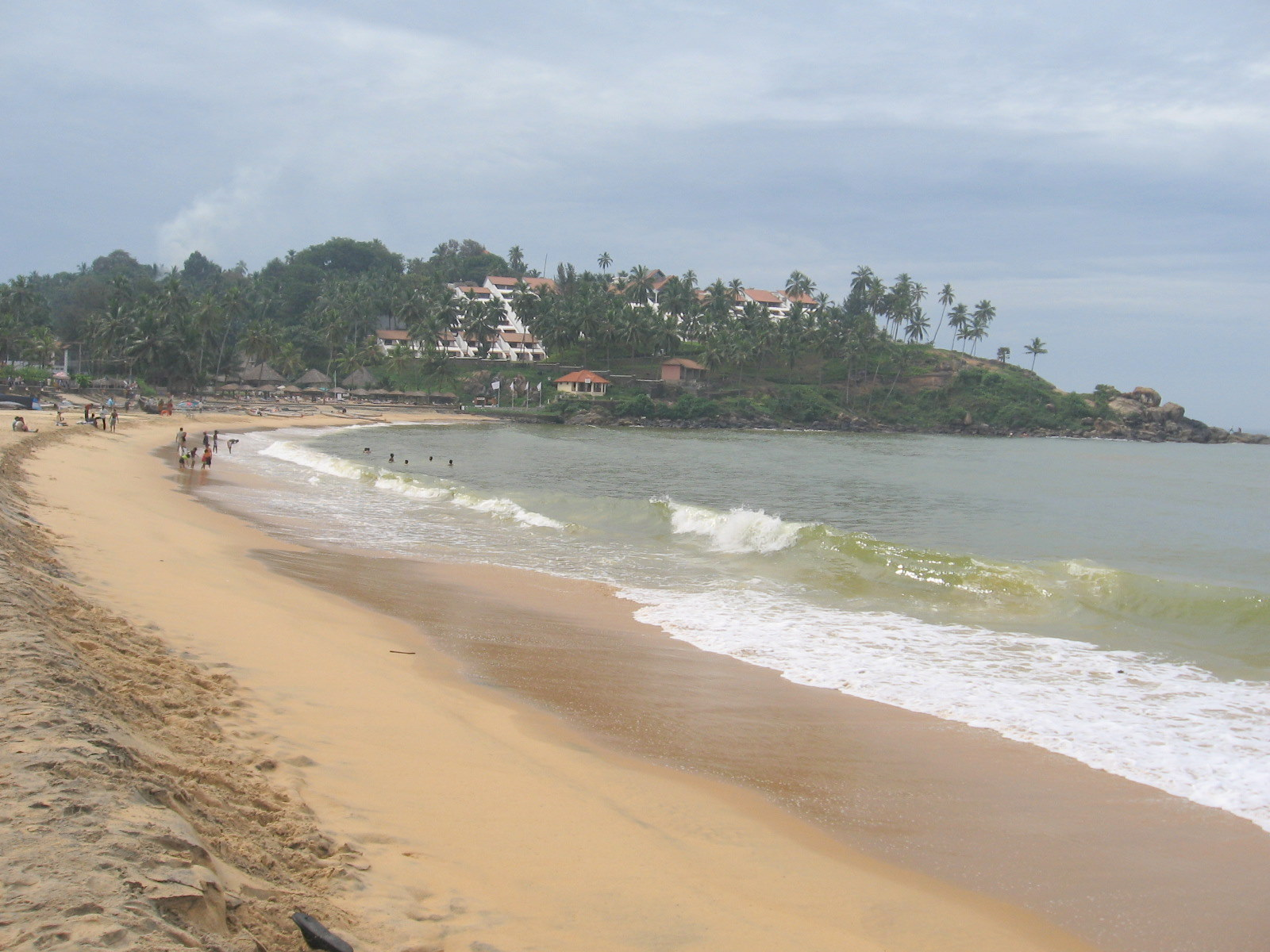

## Fordítás
Ez a szócikk részben vagy egészben  a   Kovalam című angol Wikipédia-szócikk fordításán alapul.  Az eredeti cikk szerkesztőit annak laptörténete sorolja fel. Ez a jelzés csupán a megfogalmazás eredetét és a szerzői jogokat jelzi, nem szolgál a cikkben szereplő információk forrásmegjelöléseként.